# Urobatis maculatus
Urobatis maculatus е вид хрущялна риба от семейство Дебелоопашати скатове (Urotrygonidae).

## Разпространение и местообитание
Видът е ендемичен за Мексико. Естествените му местообитания са плитки морета, коралови рифове, устиеви води, приливни блата и крайбрежни солени лагуни.